# 黃鋐
黃鋐（17世紀—17世紀），字宏卿，湖廣黃州府黃岡縣人，明朝、南明政治人物。

## 生平
黃鋐是崇禎九年（1636年）丙子科湖廣鄉試舉人，十年（1637年）會試中副榜，授湘潭教諭，十六年（1643年）陞永城知縣，任內多行善政，弘光年間擢兵部主事，未赴任而告歸。

## 家族
有子黃中實。

## 引用
1. 1 2  道光《黃岡縣志·卷十一·人物志》：黃鋐，字宏卿，好宋儒書，諸弟少孤皆教誨有成，以會副授湘潭教諭，遷河南永城知縣多善政，擢兵部主事告歸，仲子中實別有傳。
2. ↑  道光《黃岡縣志·卷六·選舉志》：舉人……明……崇禎九年丙子科 解元周壽明，是年詔行薦舉……黃鋐 會試副榜，永城知縣，兵部主事，有傳
3. ↑  錢海岳《南明史·卷三十五·列傳第十一》：（弘光）時河南疆吏：……黃鋐，黃岡人。崇禎九年舉於鄉。永城知縣。遷兵部主事，未赴。